# Jakub Drábik
Jakub Drábik (* 1986 in Košice) ist ein slowakischer Historiker. Sein Schwerpunkt liegt bei der vergleichenden Faschismusforschung, insbesondere dem britischen und dem tschechischen Faschismus.

## Werdegang
Drábik studierte an der Historischen Fakultät der Universität Prešov (2004–2009) und absolvierte das Doktoratsstudium in allgemeiner Geschichte am Institut für Weltgeschichte der Philosophischen Fakultät der Karls-Universität (2011–2014). Im akademischen Jahr 2012/13 wirkte er als visiting research scholar an der Oxford Brookes University, wo er während seiner Forschung mit dem Faschismusexperten und Professor Roger Griffin zusammenarbeitete. Seit September 2016 ist er am Historischen Institut der Slowakischen Akademie der Wissenschaften (HÚ SAV) und gleichzeitig an der Masaryk-Universität in Brünn tätig.

## Faschismusdefinition
Drábik zählt sich selbst als Schüler Roger Griffins zu den Faschismusforschern des sogenannten „Neuen Konsens“. Damit knüpft seine eigene Definition des Faschismus an jene von Griffen an, der den gemeinsamen ideologischen Kern aller faschistischen Bewegungen als „eine palingenetische Form von populistischem Ultranationalismus“ begreift. Drábik selbst formulierte 2019 in seinem Standardwerk Fašizmus folgende Definition:
„Der Faschismus ist eine Form des revolutionären Nationalismus, der sich durch obsessive Vorstellungen von sozialem Verfall, Dekadenz und nationaler Schmach auszeichnet. Dabei wird (meist mit Gewalt) eine utopische nationale Wiedergeburt angestrebt, indem die Nation von ihren Feinden gesäubert und eine neue politische und soziale Ordnung sowie ein neuer Mensch geschaffen werden sollen.“

## Rezeption
In seinem Vorwort zu Drábiks im Jahr 2019 erschienenen slowakischen Monographie Fašizmus urteilt Roger Griffin, diese könnte eine „Durchbruchsarbeit“ für die slowakische und tschechische Faschismusforschung sein. Griffin würdigt sie als „nobles Geschenk für slowakische und tschechische Historiker des zwanzigsten Jahrhunderts, weil sie ihnen eine schnelle Orientierung zum neuesten Stand der komparativen Studien zum Faschismus gibt“. Laut Griffin „überbietet und aktualisiert“ Drábiks Monographie sogar Stanley Paynes Standardwerk A History of Fascism: 1914–1945 dahingehend, als sie die wachsende Akzeptanz des „neuen Konsens“ in der Faschismusforschung reflektiert sowie einen beträchtlichen Fokus auf die Entwicklung des Faschismus nach dem Zweiten Weltkrieg legt.

## Veröffentlichungen
- Pomalé překračování tradičních mezí. Fašismus v první ČSR jako metodologický problém české, slovenské a československé historiografie z hlediska historiků „nového konsenzu“ [= Das langsame Überschreiten von traditionellen Hürden. Der Faschismus in der ersten ČSR als methodologisches Problem der tschechischen, slowakischen und tschechoslowakischen Historiographie aus der Sicht von Historikern des „Neuen Konsens“]. In: Soudobé dějiny. Band 29, Nr. 2, 2022, S. 379–414 (tschechisch, PDF).
- The History of Czech Fascism: A Reapraisal. In: Constantin Iordachi, Aristotle Kallis (Hg.): Beyond the Fascist Century. Essays in Honor of Roger Griffin. Palgrave Macmillan, Cham 2020, ISBN 978-3-030-46830-9, S. 177–194.
- Fašizmus [= Faschismus]. Verlag Premedia, Bratislava 2019, ISBN 978-80-8159-781-7 (slowakisch).
- Fašista: Příběh sira Oswalda Mosleyho [= Der Faschist: Die Geschichte von Sir Oswald Mosley]. Verlag Academia, Prag 2017, ISBN 978-80-200-2679-8, (tschechisch).
- Mýtus o znovuzrození: Britská unie fašistů a její propaganda [= Der Mythos der Wiedergeburt: Die Union britischer Faschisten und ihre Propaganda]. Filozofická fakulta UK v Praze, Prag 2014, ISBN 978-80-7308-520-9 (tschechisch).